# Matt McQuaid
Pour les articles homonymes, voir McQuaid.
Matthew « Matt » McQuaid, né le 28 septembre 1995 à Duncanville au Texas, est un joueur américain de basket-ball. Il évolue actuellement au Charge de Canton (NBA G-League) au poste d'arrière.

## Biographie

### Carrière professionnelle
Non sélectionné à la draft NBA de 2019, Matt McQuaid participe à la NBA Summer League d'Orlando sous le maillot des Pistons de Detroit, où il affiche une moyenne de 0,3 rebonds et 2 minutes joués par match, faisant de lui le joueur le moins sollicité durant la Summer League parmi les joueurs de Michigan State invités. En août 2019, McQuaid rejoint le club allemand du Francfort Skyliners.
En janvier 2021, il signe au Charge de Canton, club de NBA Gatorade League affilié aux Cavaliers de Cleveland.